# 둘 이상의 대양에 접한 나라
둘 이상의 대양에 접한 나라는 다음과 같다.

## List
| 대륙                    | 국기              | 나라              | 태평양            | 대서양                | 인도양      | 남북극해          | 기타       |
| ----------------------- | ----------------- | ----------------- | ----------------- | --------------------- | ----------- | ----------------- | ---------- |
| 아시아                  | 말레이시아        | 말레이시아        | 남중국해          |                       | 믈라카 해협 |                   |            |
| 아시아                  | 인도네시아        | 인도네시아        | 태평양            |                       | 인도양      |                   |            |
| 아시아                  | 이스라엘          | 이스라엘          |                   | 지중해                | 홍해        |                   |            |
| 아시아                  | 태국              | 태국              | 타이만            |                       | 안다만해    |                   |            |
| 아프리카                | 남아프리카 공화국 | 남아프리카 공화국 |                   | 남대서양              | 인도양      |                   |            |
| 아프리카 & 아시아       | 이집트            | 이집트            |                   | 지중해                | 홍해        |                   |            |
| 유럽                    | 노르웨이          | 노르웨이          |                   | 노르웨이해            |             | 바렌츠해          |            |
| 유럽 & 아시아           | 러시아            | 러시아            | 베링해 오호츠크해 | 흑해 발트해           |             | 북극해            | (3개 대양) |
| 북아메리카              | 덴마크            | 그린란드(덴마크)  |                   | 그린란드해 래브라도해 |             | 북극해            |            |
| 북아메리카              | 캐나다            | 캐나다            | 북태평양          | 북대서양              |             | 보퍼트해 허드슨만 | (3개 대양) |
| 북아메리카 & 오세아니아 | 미국              | 미국              | 북태평양          | 북대서양              |             | 보퍼트해          | (3개 대양) |
| 북아메리카              | 멕시코            | 멕시코            | 태평양            | 멕시코만              |             |                   |            |
| 북아메리카              | 과테말라          | 과테말라          | 태평양            | 온두라스만            |             |                   |            |
| 북아메리카              | 온두라스          | 온두라스          | 폰세카만          | 카리브해              |             |                   |            |
| 북아메리카              | 니카라과          | 니카라과          | 태평양            | 카리브해              |             |                   |            |
| 북아메리카              | 코스타리카        | 코스타리카        | 태평양            | 카리브해              |             |                   |            |
| 북아메리카 & 남아메리카 | 파나마            | 파나마            | 파나마만          | 카리브해              |             |                   |            |
| 남아메리카              | 콜롬비아          | 콜롬비아          | 태평양            | 카리브해              |             |                   |            |
| 남아메리카              | 칠레              | 칠레              | 남태평양          | 드레이크 해협         |             |                   |            |
| 남아메리카              | 아르헨티나        | 아르헨티나        |                   | 남대서양              |             | 드레이크 해협     |            |
| 오세아니아              | 오스트레일리아    | 오스트레일리아    | 남태평양          |                       | 인도양      | 남극해            | (3개 대양) |

## 같이 보기
- 대륙의 경계
- 대양의 경계